# Abrus laevigatus
Abrus laevigatus är en ärtväxtart som beskrevs av Ernst Meyer. Abrus laevigatus ingår i Paternosterbönssläktet, och familjen ärtväxter. Inga underarter finns listade i Catalogue of Life.